# Antrocephalus gracilicorpus
Antrocephalus gracilicorpus är en stekelart som först beskrevs av Girault 1915.  Antrocephalus gracilicorpus ingår i släktet Antrocephalus och familjen bredlårsteklar. Inga underarter finns listade i Catalogue of Life.